# On an Island
On an Island is het derde soloalbum van David Gilmour. Het is opgenomen in de Abbey Road Studio, British Grove, Gallery Studio en op zijn eigen studioboot Astoria. Het werd uitgebracht op zijn 60e verjaardag in 2006. Phil Manzanera van Roxy Music en Chris Thomas, die al eerder voor The Dark Side of the Moon enkele mixen deed, zijn de co-producers van dienst. Zijn eerdere soloalbums waren David Gilmour (1978) en About Face (1984).
"On an Island" is zijn persoonlijkste en beste werk, zegt Gilmour zelf. Het is een rustig album met enkele up-temposongs zoals "Take a Breath" en "This Heaven". In de eerste zes maanden na de release werden ruim een miljoen exemplaren van het album verkocht wereldwijd.

## Tracks en musici
Alle tracks zijn geschreven door Gilmour; zijn vrouw Polly Samson schreef mee aan zes nummers (aangegeven door PS achter de track); zij schreef al eerder mee aan songs van The Division Bell van Pink Floyd. Een keur aan beroemde gastmusici verscheen voor de opnamen van dit album.

### Track 1: Castellorizon (3:55)
- Instrumentaal nummer; alleen Gilmour op gitaren.

### Track 2: On an island (6:47) (PS)
- DG - zang, gitaar, elektrische piano en percussie;
- David Crosby en Graham Nash - zang
- Richard Wright - Hammondorgel;
- Pado Klose - gitaar;
- Guy Pratt - basgitaar;
- Andy Newmark - drums;
- Chris Thomas - toetsen.

### Track 3: The Blue (5:27) (PS)
- DG - zang, gitaren, basgitaar, percussie, piano
- Richard Wright - zang;
- Chris Tainton - Hammondorgel;
- Andy Newmark - drums;
- Jools Holland - piano;
- Pado Klose - gitaar;
- Polly Samson - piano.

### Track 4: Take a breathe (5:45) (PS)
- DG - zang, gitaren en percussie;
- Guy Pratt - basgitaar;
- Ged Lynch - drums;
- Phil Manzanera - gitaar;
- Lessek Mozdzer - piano;
- Caroline Dale - cello.

### Track 5: Red sky at night (2:52)
- instrumentaal met DG - saxofoon en gitaren;
- Caroline Dale - cello;
- Chris Laurence - contrabas;
- Ilan Eshkeri - programmering;

### Track 6: This heaven (4:25) (PS)
- DG - zang, gitaren, basgitaar;
- Georgie Fame - Hammondorgel;
- Phil Manzanera - gitaar;
- Andy Newmark - drums;

Drumsamples.

### Track 7: Then I close my eyes (5:27)
- DG - gitaren, basharmonica, stem en cümbüs;
- B J Cole - Weissenborn gitaar;
- Phil Manzanera - gitaar;
- Robert Wyatt - cornet, stem en percussie;
- Andy Newmark - drums;
- Caroline Dale - cello;
- Alasdair Malloy - glasharmonica

### Track 8: Smile (4:04) (PS)
- DG - gitaren, zang, percussie, Hammondorgel, basgitaar;
- Willie Nelson - drums;
- Polly Samson - piano.

### Track 9: A pocketful of stones (6:18) (PS)
- DG - gitaren, zang, Hammondorgel, piano, basgitaar, percussie;
- Leszek Mozdzer - piano;
- Lucy Wakeford - harp;
- Alasdair Malloy - glasharmonica;
- Chris Laurence - contrabas;
- Chris Thomas - toetsen;
- Ilan Eshkeri - programmering.

### Track 10: Where we start (6:46)
- DG - gitaren, zang, basgitaar, percussie, Hammondorgel;
- Andy Newmark - drums.

Richard Wright is daarbij afkomstig uit de laatste bezetting van Pink Floyd, Andy Newmark is een bekend sessiemuzikant op drums.
Voor de orkestratie moest Gilmour een plaatsvervanger vinden voor zijn orkestrator uit het Pink Floyd tijdperk Michael Kamen, deze overleed namelijk in 2003. Diens plaatsvervanger werd Zbigniew Preisner; zijn inbreng komt het meest tot uiting op de track "Pocketful Of Stones".